# Elsa Montell-Saanio
Elsa Henrika Montell-Saanio, född 28 december 1926 i Rovaniemi, död 17 augusti 2019, var en finländsk textilkonstnär.
Montell-Saanio studerade 1951 vid Konstindustriella läroverket och 1957 i Frankrike. Hon arbetade 1953–1954 som textildesigner vid Orimattila yllefabrik och grundade 1955 väveriet Lapin raanu i Rovaniemi landskommun, som hon både ledde och designade för. Företaget fick stor betydelse för regionens näringsliv och utvecklades till en betydande turistattraktion.
Montell-Saanio har blivit speciellt känd för sina ranor, som bygger på traditionella, ofta randiga mönster, men hon har också gjort ryor, batiker, och bland annat kyrkliga textilier, antependier med mera. Färgsättningen i Montell-Saanios arbeten har ofta haft anknytning till Lapplands natur och mytiska sägner.
Hennes arbeten ställdes ut på triennalen i Milano, där de belönades med silvermedalj och på världsutställningen i Bryssel 1958. En retrospektiv utställning av Montell-Saanios arbeten hölls i Rovaniemi konstmuseum 1998.
Hon har varit gift med fotografen Matti Saanio.